# Gea eff
Gea eff — вид аранеоморфних павуків родини павуків-колопрядів (Araneidae).

## Поширення
Вид поширений на островах Нова Гвінея та Нова Британія.